# Aphelandra neesiana
Aphelandra neesiana är en akantusväxtart som beskrevs av Wasshausen. Aphelandra neesiana ingår i släktet Aphelandra och familjen akantusväxter. Inga underarter finns listade i Catalogue of Life.